# Phrynobatrachus parkeri
Phrynobatrachus parkeri är en groddjursart som beskrevs av De Witte 1933. Phrynobatrachus parkeri ingår i släktet Phrynobatrachus och familjen Phrynobatrachidae. IUCN kategoriserar arten globalt som livskraftig. Inga underarter finns listade i Catalogue of Life.